# Trypanosoma rajae
Espèce
Trypanosoma rajae est une espèce de la famille des Trypanosomatidae.